# Jean Cousin (musicien)
Pour les articles homonymes, voir Jean Cousin et Cousin.
Jean Cousin de son vrai nom Jean Escatefer dit Cousin, né probablement vers 1425 et mort après 1474, est un compositeur français de l'école bourguignonne et de l'école franco-flamande.

## Biographie
Jean Escatefer dit Cousin naît probablement vers 1425.
Il participe de 1446 à 1448, avec Johannes Ockeghem et onze autres chanteurs, aux chants de la chapelle du château de Charles Ier de Bourbon à Moulins, mais il est possible qu'il y reste plus longtemps. Avant 1461, Jean Cousin exerce ses talents dans l'orchestre à la Cour du roi de France, peut-être dès 1452, quand Ockeghem travaille pour le roi. Il faut attendre 1461, cependant, pour que Cousin devienne membre de l'orchestre de la Cour royale. Lors des funérailles de Charles VII de France, il reçoit un habit.
Louis XI demande au pape Pie II, pour Ockeghem, Cousin et d'autres membres de la chapelle royale, de recevoir trois bénéfices ecclésiastiques afin de financer les offices ecclésiastiques. Le Pape accepte la demande royale par la bulle papale du 5 décembre 1463.
De 1463 à 1464, Jean Cousin est répertorié comme ayant participé aux assemblées électorales de la bonne ville de Tours. Son confrère musicien, Jean Ockeghem, était trésorier de l'église Saint-Martin de Tours.
Jusqu'à sa mort, survenue après 1474, Jean Cousin sert en tant que chanteur et prêtre du roi de France. En 1473, il avait atteint la troisième place dans la hiérarchie de l'orchestre de la Cour.
De toutes les œuvres de Jean Escatefer dit Cousin, seul la Missa tube a survécu. L'œuvre Missa nigrarum, mentionnée en 1473 par Johannes Tinctoris, semble être perdue.
Jean Cousin est qualifié par Tinctoris de compositeur de grande autorité.